# Leimone
Nella mitologia greca, Leimone era il nome di uno dei figli di Tegeate e di Mera, la figlia di Atlante.

## Il mito
Aveva diversi fratelli: Scefro e Archedio e secondo altre versioni a questo elenco si aggiungevano Cidone, Catreo e Gorti che forse era il figlio di Radamanto) 
Di lui si parla anche in un'altra occasione: quando vide il suo fratello Scefro parlare con il dio Apollo fraintese le sue parole, e pensò che lo stesse calunniando pesantemente. Trovò allora giusto intervenire uccidendolo, in realtà stava parlando serenamente con la divinità. Artemide che si trovava con il fratello vendicò immediatamente la morte del ragazzo uccidendo lo stesso Leimone. La furia della divinità colpì l'intero regno. 
In ricordo di ciò il popolo dei Tegeati istituì una festa durante la quale una sacerdotessa della dea dava simbolicamente la caccia a un ragazzo proprio per ricordare tale avvenimento.) 